# Abschnittsbefestigung Schwedenschanze (Oberlangheim)

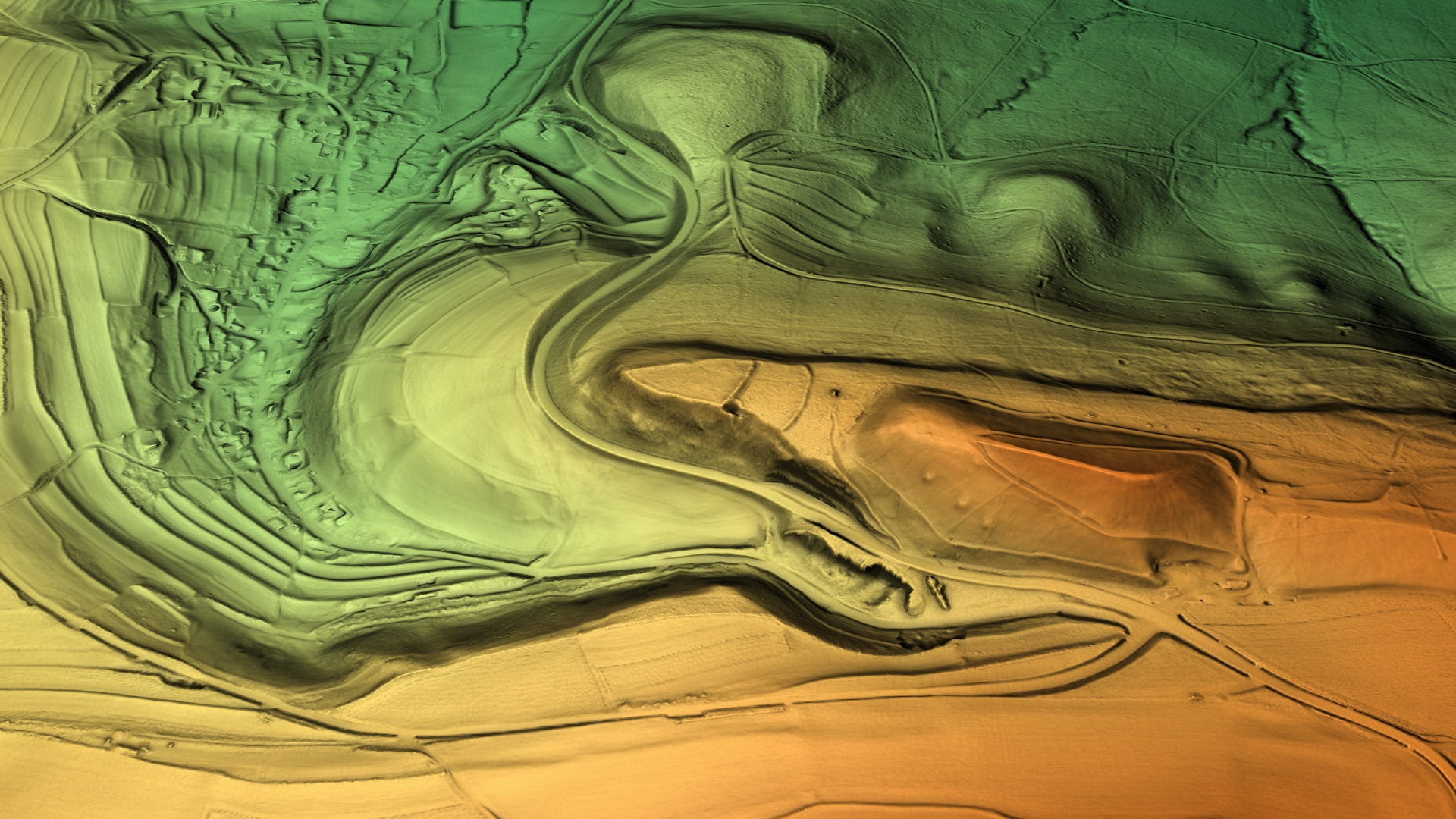
3D-Ansicht des digitalen Geländemodells

Die Abschnittsbefestigung Schwedenschanze ist eine abgegangene vor- und frühgeschichtliche oder frühmittelalterliche Befestigungsanlage auf dem Unter-Glänz-Berg, unmittelbar westlich der früheren Mülldeponie. Sie befindet sich etwa 460 Meter südöstlich der katholischen Kapelle St. Michael im Stadtteil Oberlangheim von Lichtenfels im oberfränkischen Landkreis Lichtenfels in Bayern, Deutschland. Über diese Abschnittsbefestigung sind keine geschichtlichen oder archäologischen Informationen bekannt. Sie wird auf vor- und frühgeschichtliche Zeitstellung oder als frühmittelalterlich bzw. karolingisch-ottonisch aufgrund der zweigliedrigen Anlage und von Befestigungsmerkmalen des inneren Randwalles datiert. Erhalten haben sich von der Anlage nur ein doppelter Abschnittswall und Randwälle, die Stelle ist als Bodendenkmal Nummer D-4-5932-0001: Abschnittsbefestigung vor- und frühgeschichtlicher Zeitstellung geschützt.

## Beschreibung
Die Befestigung befindet sich auf 472,7 m ü. NN Höhe und damit rund 100 Höhenmeter über dem Talgrund des Oberlangheimer Grabens auf einem nach Westnordwesten gerichteten Bergsporn des Unter-Glänz-Berges. Drei Seiten des Berges, die südsüdwestliche, die nordöstliche und die westsüdwestliche fallen steil zum Tal ab, die nordwestliche ist zuerst 15 Meter flach und wird anschließend steiler. Das Gelände war so von Natur aus gut geschützt. Nur im Ostsüdosten geht der Bergsporn in eine breiter werdende und leicht ansteigende Hochfläche über und musste dort besonders geschützt werden. An dieser Seite wurde etwa 140 Meter vor der Spornspitze ein 85 Meter langer, leicht nach außen gebogener Abschnittswall angelegt, den ein stark verflachter Außengraben begleitet. Die Enden dieses Wallzuges laufen im Berghang aus. Der Wall ist noch rund neun Meter breit und innen 0,6 Meter hoch. Die Sprunghöhe, also die Höhendifferenz zwischen Wallkamm und Grabensohle, beträgt bis zu 0,9 Meter, die Tiefe des Grabens vom Vorgelände aus gemessen nur noch bis zu 0,3 Meter. Die äußere Abschnittsbefestigung riegelt eine Fläche von etwa 65 mal 40 bis 45 Metern ab, diese Vorburg weist keine Randbefestigung auf.
Nach 40 bis 45 Metern folgt innerhalb der äußeren Befestigung eine zweite, stärker ausgeprägte Abschnittsbefestigung. Auch dort überquert den Bergsporn ein von Nordnordost nach Südsüdwest verlaufender, 55 Meter langer Wallzug mit außen vorgelegtem Graben. Die Höhe dieses Walles beträgt innen noch bis zu 1,4 Meter, die Sprunghöhe 1,2 Meter, die Tiefe des Grabens vom Vorgelände aus 0,6 Meter und die Breite von Wall und Graben rund 13 Meter. Das nördliche Grabenende wird an der Hangkante von einem flachen Wall geschlossen, das südliche Ende des Grabens und das des Wallzuges sind durch einen kleinen Steinbruch zerstört worden.
Die dreiecksförmige, leicht sich zur Spornspitze neigende Innenfläche der Kernburg ist 85 Meter lang und bis zu 50 Meter breit. Sie ist von einem gut ausgeprägten Randwall umzogen; seine Höhe beträgt noch 0,5 Meter, seine Breite fünf Meter. Dieser Randwall schließt sich dem inneren Abschnittswall an, der an den Hangkanten nach innen umbiegt und in den Randwall übergeht. Der Randwall folgt meist der natürlichen Hangkante des Spornes, außer an der Nordwestseite, wo die Hangkante tiefer liegt, dort wurde der Randwall der Kante etwa 15 Meter zurückgesetzt. Zur Spornspitze hin ist der Randwall zweimal wohl wegen rezenter Störungen unterbrochen. Der frühere Zugang ist nicht zu lokalisieren, er lag möglicherweise im Bereich des Steinbruches im Südosten der Kernburg.